# El Burgo de Osma
El Burgo de Osma är en ort i Spanien.   Den ligger i provinsen Provincia de Soria och regionen Kastilien och Leon, i den centrala delen av landet, 140 km norr om huvudstaden Madrid. El Burgo de Osma ligger 912 meter över havet och antalet invånare är 5 054.
Terrängen runt El Burgo de Osma är platt. Runt El Burgo de Osma är det glesbefolkat, med 15 invånare per kvadratkilometer. El Burgo de Osma är det största samhället i trakten. Trakten runt El Burgo de Osma består till största delen av jordbruksmark.